# Wānanga
Un wānanga est une institution d’éducation tertiaire publique néo-zélandaise qui offre une éducation dans un contexte culturel maori. La section 162 de la loi sur l’éducation néo-zélandais de 1989 spécifie qu’un wānanga est similaire à une université classique, mais devrait être :
« caractérisé par un enseignement et des recherches qui maintiennent, avancent, et diffusent le savoir et développe l’indépendance intellectuelle, et aide l’application du savoir concernant ahuatanga maori (la tradition maori) en accord avec tikanga maori (les coutumes maori). »
Les wānanga sont accrédités par le New Zealand Qualification Authority (NZQA) et le Ministère de l’Éducation, et sont en partie gouvernés par le Tertiary Education Commission (TEC). Ils offrent des certificats, diplômes, baccalauréats et, en quelques cas, des doctorats spécialisés. Il existe aujourd'hui trois wānanga: Te Wānanga o Raukawa, Te Wānanga o Aotearoa, et Te Whare Wānanga o Awanuiārangi.
Les wānanga modernes dérivent leur nom de l'institution ancienne des whare wānanga (maison de savoir). Ces institutions — qui pouvaient être basées dans des édifices spécialisés, des maisons ordinaires, ou au plein air — permettait de transférer de génération en génération l'histoire, les traditions, rituels, et arts occultes d'un peuple.
Le terme “whare wānanga” est aussi souvent utilisé pour traduire le mot “université” en langue maori (par exemple, l’Université de Waikato est connu en maori sous le nom de Te Whare Wānanga o Waikato).